# 서하초등학교 봉전분교
서하초등학교 봉전분교는 경상남도 함양군 서하면 봉전길 62 (봉전리)에 있었던 분교이다.

## 연혁
- 1944년 4월 1일 서하공립국민학교 봉전분교장 인가
- 1949년 8월 31일 봉전국민학교로 승격
- 1996년 3월 1일 봉전초등학교로 교명 변경
- 1998년 2월 23일 제49회 졸업식(총 졸업생수 2,070명)
- 1998년 9월 1일 서하초등학교 봉전분교장으로 격하
- 1999년 9월 1일 서하초등학교에 통합